# イゴール・アンゾフ
イゴール・アンゾフ（英語: Harry Igor Ansoff, ロシア語: Игорь Ансов、元の姓は Ansov）（1918年12月12日 - 2002年7月14日）は、ロシア系アメリカ人の応用数学および経営学者、事業経営者である。その業績により「戦略的経営の父」として知られる。

## 略歴

### 幼少期から青年期
イゴール・アンゾフは1918年12月12日、ロシアのウラジオストクで生まれた。父親はアメリカインディアナ州エバンスビル出身のロシア人、母親はモスクワ出身。
イゴールが生まれた時、父親はモスクワのアメリカ総領事館において大使であるデビット・R・フランシスの秘書を務めていた。またアメリカ赤十字社のために戦争収容所の囚人の生活条件を調べるためシベリア横断旅行を実施している。十月革命の影響及ぶに従いアメリカ大使館の機能は徐々に閉鎖され、東へと移動した。アンゾフ家はアメリカ大使館の移動に従いウラジオストクに住んだが1924年にアメリカ大使館が閉鎖されるとモスクワに戻り、父親はソビエトの上級市民となった。父親のアメリカ出身という出自と母親の資本主義的背景（アンゾフの母方の祖父はモスクワの数百マイル南にあるトゥーラの町に小さなサモワール工場を所有していた）から、ロシア革命がおこるなかアンゾフ家はブルジョワジーに属し反革命的だと周囲に見られていた。
1932年から1933年の間に、アンゾフ家のソビエトにおける生活の中でふたつつの大きな出来事が起こった。ひとつはヨシフ・スターリン治世下で人工的に起きた大飢饉であるホロドモール、続いて同じくスターリン治世下での大粛清であった。そんななか1933年にアメリカでフランクリン・ルーズベルトがアメリカ大統領に就任しソビエト連邦を国家として承認、モスクワで米国大使館が再開された。アンゾフの父親は大使館で再び事務職を得ることができ、またアメリカ合衆国の市民権の回復を申請した。
1936年9月にアンゾフ家はロシアを離れ、レニングラードを経由して12人乗りの小さな貨物船で二週間かけてニューヨークに渡った。ロシア正教会の司祭はイゴールをニューヨーク市のシュタイヴァース高校に連れて行き、学級を合わせて入学できるよう取り計らってくれたため1年で卒業することができた。なおイゴールはロシア語以外にドイツ語も身につけており、さらにニューヨークに向かう前の二年間両親は彼に英語の家庭教師をつけてくれていた。しかしシュタイヴァース高校に入学してみると最初は教師や友人の話す英語を全く解することができず苦労したという。
しかし優秀な成績をおさめて卒業し、ニューヨーク州の大学システムで4年間の奨学金を得る資格を得た。一方でスティーブンス工科大学においても奨学金を得る資格を得たが、こちらは期間が1年間で資格の継続にはクラス上位10%に入る条件が付されていた。まだ財政的に苦労していた両親は4年間の奨学金で進学することをアドバイスしたが、イゴールは両親の反対を押し切りスティーブンス工科大学に進学する。
ニューヨークに来て5年後、イゴールはスティーブンス工科大学をトップレベルの成績で卒業する。しかしそこで彼はエンジニアの道には進まない選択をする。より広い視野を求めて現代物理学の修士号を取得。なお第二次世界大戦中には米国海軍予備役に在籍、ロシア海軍との連絡役や米国海軍士官学校の物理学講師を務めている。終戦後の1946年ブラウン大学にて応用数学の博士号を取得した。1948年、30歳になった彼は学生生活を終え、論文を提出した翌日に結婚する。

### 事業経営者・経営学者として
アンゾフはカリフォルニア州サンタモニカに移り、アメリカ空軍によって創設されたシンクタンクランド研究所の数学部門に職を得た。しかし4年後、数学研究者としての自分にも見切りをつけ新たなキャリアを模索し始める。配属部署を変え、アメリカ空軍に技術や武器の導入に関する勧告を行う大規模なプロジェクトのマネージャーに就任した。彼のランド研究所における二番目の主要な研究は北大西洋条約機構（NATO）の空軍の脆弱性についてのものだった。しかし、ランド研究所も空軍も無形の組織的価値（いわゆる "soft metrics"）についての報告書を軽視する現実を目の当たりにしている。これは彼にとって組織の近視眼的な視点についての最初の知見であり、「非連続的な戦略的変革に対する組織的抵抗（The problem of managing resistance to discontinuous strategic change）」という、こののち20年に渡るアンゾフの研究テーマにつながっている。
1957年アンゾフはランド研究所を離れロッキード・エアクラフト社に入社、企業計画部門に入った。ロッキード社では環境の変化に直面した組織をどのようにマネジメントするのか、ということに注意を向け、多角化事業についての計画書の作成に当たった。その際にロッキード社の社長以下上級社員の多くが環境の変化に対応するための戦略的な多角化経営についてほとんど理解していないことを知る。このテーマはその後30年にわたり彼の興味の中心にあり続けた。
その後ロッキード社が買収した企業のひとつであるロッキード・エレクトロニクス社に転出し副社長を務める。その傍ら企業の多角化についての論文を学術雑誌に発表するようになり、ロッキード・エレクトロニクス社を退社後、1963年にカーネギーメロン大学産業経営学大学院（GSIA: The Graduate School of Industrial Administration）の教授に招かれる。なお就任後1年間、リチャード・サイアート院長の計らいにより『企業経営理論』執筆のため教壇に立つことを免除されていた。『企業戦略論』は1965年に出版され成功を収める。
1969年にはテネシー州ナッシュビルにあるヴァンダービルト大学のオーウェン経営大学院創設に携わり、初代院長に就任した。大学院業務の傍ら、アメリカ国内に起きた大量な多角化事例を詳細に検証し、『企業の多角化戦略』（原題 "Acquisition Behavior of U.S. Manufacturing Firms, 1946-1965"）という重要な著作を 1971年に出版し、多角化戦略の有用性と困難さを明確に指摘している。
1973年から1982年の間は研究拠点をヨーロッパに移しベルギーのヨーロッパ経営大学院およびスウェーデンのストックホルム商科大学において教授を務めた。この期間にもうひとつの重要な著作である『戦略経営論』を出版している。
1983年にアメリカに戻りカルフォルニアに移住、自らのコンサルティング会社を設立し多くの企業を顧客とした。そのかたわらUSIU（The United States International University、現在のアライアント国際大学）で17年間教授を務めた。2001年に教職を退き、2002年7月14日肺炎により死去。享年83歳。

## 業績

### アンゾフのマトリクス

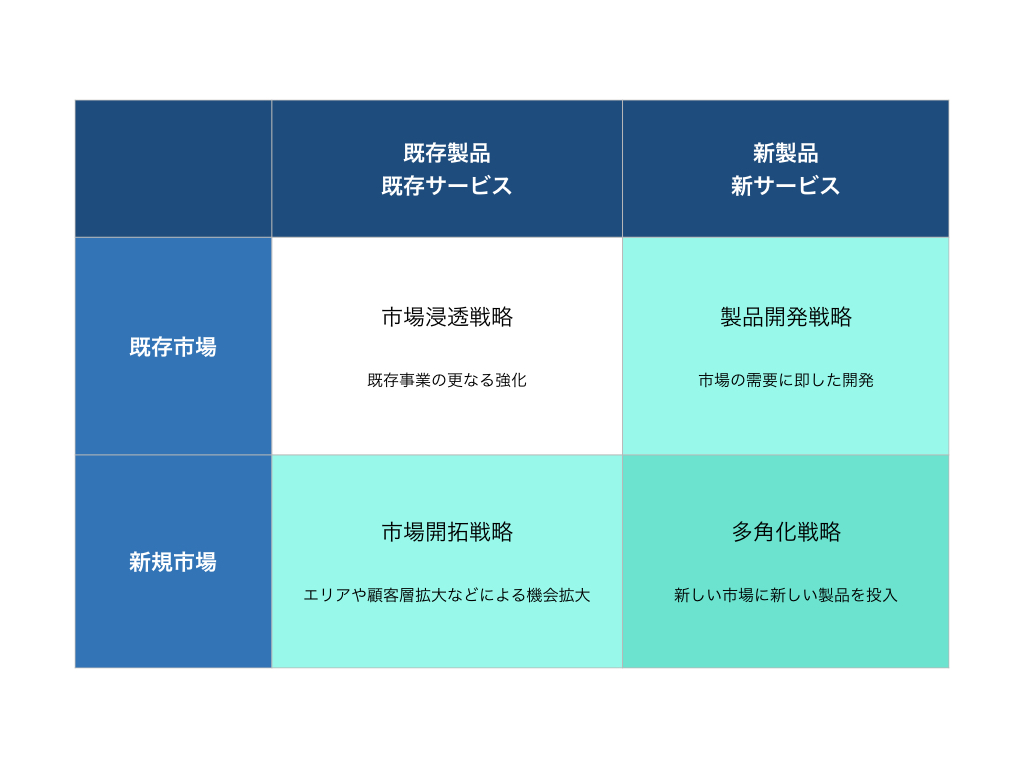
アンゾフのマトリックス

成長ベクトルや事業拡大マトリクスなどとも呼ばれる。成長戦略を、市場と製品を軸にして、既存商品の「市場浸透」「市場開拓」と、新商品の「製品開発」「多角化」の4つに分類する手法である。「市場浸透」「市場開拓」「製品開発」が拡大化戦略であるのに対し、「多角化」は全社戦略と位置づけられている。

### 戦略は組織に従う
「組織は戦略に従う」はアルフレッド・チャンドラーが著書 "Strategy and Structure”（1962年）においてデュポン、ゼネラル・モータース、スタンダード石油ニュージャージー、シアーズ・ローバックの四社の経営史を調べて導き出した命題である。
一方でアンゾフは、自らがランド研究所で経験した組織の近視眼的な態度やロッキード社で経験した経営者の多角化への理解の無さを知ったことから、組織は従来の経営への慣れや変化への抵抗が強ければ最適な戦略を策定できなかったり、策定した戦略を遂行できなかったりすることがしばしばあると捉えていた。そのためアンゾフはチャンドラーの業績に敬意を持ちつつ、組織学習と組織能力の向上があってこそ環境の変化に対応した最適な経営戦略がとれるということを『戦略経営論』（1979年）のなかで「戦略は組織に従う」（Strategy follows structure）という逆の命題でもって唱えた。

## 著作
- 企業戦略論 (1969)　- 広田寿亮訳、産業能率大学出版部。原題 "Corporate Strategy : An Analytic Approach to Business Policy for Growth and Expansion"
- 戦略経営論 (1979) - 中村元一訳、中央経済社による2015年刊行の新装版が最新訳。原題 "Strategic Management"
- 企業の多角化戦略(1972) - 佐藤禎男監訳、産業能率大学出版部。原題 "Acquisition Behavior of U.S. Manufacturing Firms, 1946-1965"
- 戦略経営の実践原理：21世紀企業の経営バイブル(1984, 改稿1990) - 中村元一・黒田哲彦・崔大龍監訳、ダイヤモンド社。原題 "Implanting Strategic Management , Prentice Hall International"
- 最新・戦略経営：戦略作成・実行の展開とプロセス（1988） - 中村元一・黒田哲彦訳、
- 戦略経営：21世紀へのダイナミクス（1992, H.アンゾフ・D.ハッセイ・中村元一著） - 中村元一監訳・崔大龍訳、産業能率大学出版部
- 戦略経営（1993, アンゾフ・中村元一編著） - 都市文化社